# Crazy (Seal)
Crazy är en låt framförd av Seal som släpptes som singel 1991. Texten är skriven av Seal medan musiken är komponerad av Seal och Guy Sigsworth. Den producerades av Trevor Horn för Seals debutalbum Seal och är en av artistens mest framgångsrika låtar. Den har även sjungits in av bland andra Alanis Morissette.

## Utgivningar
Singel
1. Crazy — 4:30
2. Sparkle — 3:36

Maxisingel
1. Crazy — 4:30
2. Crazy (extended version) — 5:59
3. Krazy — 6:26

## Listplaceringar
| Listor (1990)                                     | List- placering |
| ------------------------------------------------- | --------------- |
| UK Singles Chart                                  | 2               |
| Listor (1991)                                     | List- placering |
| U.S. Billboard Hot 100                            | 7               |
| U.S. Billboard Modern Rock Tracks                 | 5               |
| U.S. Billboard Hot Dance Music/Maxi-Singles Sales | 17              |
| U.S. ARC Weekly Top 40                            | 5               |
| Australiska singellistan (ARIA)                   | 9               |
| Österrikiska singellistan                         | 5               |
| Franska singellistan (SNEP)                       | 5               |
| Tyska singellistan                                | 2               |
| Irländska singellistan                            | 6               |
| Italienska singellistan                           | 9               |
| Norska singellistan                               | 3               |
| Svenska singellistan                              | 1               |
| Schweiziska singellistan                          | 1               |
| Listor (2003)                                     | List- placering |
| U.S. Billboard Hot Digital Tracks                 | 4               |